# Casale Foot Ball Club XI Legione M.V.S.N. 1927-1928
Questa voce raccoglie le informazioni riguardanti il Casale Foot Ball Club XI Legione M.V.S.N. nelle competizioni ufficiali della stagione 1927-1928.

## Stagione
Nella stagione 1927-1928 il Casale disputa il girone B del campionato di Divisione Nazionale. Allenato dal giocatore-allenatore Angelo Mattea disputa un gran campionato, chiudendo il girone al secondo posto della classifica con 24 punti, appaiata a Juventus e Inter, alle spalle della capolista Bologna, giunta prima con 27 punti, da segnalare che il casale ha battuto la Juventus sia nell'andata, ché nel girone di ritorno. Tutte quattro entrano nel girone finale che assegna lo scudetto tricolore, con le prime quattro squadre del girone A. Ma per il Casale il girone finale si è dimostrato un ostacolo ostico, raccogliendo l'ultimo posto con 4 punti, frutto di una sola vittoria, il (5-0) ai grigi dell'Alessandria, e due pareggi in 14 partite, nel girone che ha laureato il Torino vincitore del suo primo vero scudetto, dopo quello revocatogli la stagione scorsa. Sugli scudi per il casale Eduardo Gino Gabba che ha firmato 14 reti.

## Divise
| Prima maglia |

## Rosa
| N. |                   | Ruolo | Calciatore            |
| -- | ----------------- | ----- | --------------------- |
|    | Italia (bandiera) | P     | Pietro Forotti        |
|    | Italia (bandiera) | P     | Giovanni Roletto      |
|    | Italia (bandiera) | D     | Umberto Caligaris     |
|    | Italia (bandiera) | D     | Giovan Battista Clari |
|    | Italia (bandiera) | D     | Luigi Gallino         |
|    | Italia (bandiera) | D     | Quinto Miotti         |
|    | Italia (bandiera) | C     | Angelo Albertoni      |
|    | Italia (bandiera) | C     | Piero Castello        |
|    | Italia (bandiera) | C     | Ettore Greppi         |
|    | Italia (bandiera) | C     | Eraldo Patrucco       |
|    | Italia (bandiera) | A     | Ercole Arnandi        |
|    | Italia (bandiera) | A     | Emanuele Boltri       |

| N. |                   | Ruolo | Calciatore         |
| -- | ----------------- | ----- | ------------------ |
|    | Italia (bandiera) | A     | Carlo Buscaglia    |
|    | Italia (bandiera) | A     | Eduardo Gino Gabba |
|    | Italia (bandiera) | A     | Gustavo Gay        |
|    | Italia (bandiera) | A     | Angelo Mattea      |
|    | Italia (bandiera) | A     | Enrico Migliavacca |
|    | Italia (bandiera) | A     | Arnaldo Nebbia     |
|    | Italia (bandiera) | A     | Paolo Patrucchi    |
|    | Italia (bandiera) | A     | Giovanni Raiteri   |
|    | Italia (bandiera) | A     | Luigi Riccio       |
|    | Italia (bandiera) | A     | Francesco Varalda  |
|    | Italia (bandiera) | A     | Luciano Vezzani    |
|    | Italia (bandiera) | A     | Giovanni Zanni     |

## Risultati

### Prima Divisione - girone B

#### Girone di andata
| Arbitro: | Caironi (Milano) |

|                        |           |               |
| L. Cevenini 38’ (rig.) | Marcatori | 2’, 26’ Gabba |

| Modena 2 ottobre 1927 2ª giornata | Modena           | 0 – 0 | Casale | Campo di Viale Fontanelli\| Arbitro: \| Carraro (Padova) \| |
| Arbitro:                          | Carraro (Padova) |       |        |                                                             |

| Casale Monferrato 9 ottobre 1927 3ª giornata | Casale              | 0 – 0 | Novara | Stadio Natale Palli\| Arbitro: \| Montessoro (Torino) \| |
| Arbitro:                                     | Montessoro (Torino) |       |        |                                                          |

| Arbitro: | Giorgi (Milano) |

|                |           |               |
| Diamantini 38’ | Marcatori | 18’ Caligaris |

| Arbitro: | Dani (Genova) |

|                        |           |                |
| Gabba 3’ Caligaris 88’ | Marcatori | 51’ A. Bandini |

| Arbitro: | Osti (Ferrara) |

|                             |           |                          |
| Gabba 1’, 62’ Albertoni 59’ | Marcatori | 30’ Crosta 64’ A. Gregar |

| Arbitro: | Garbieri (Genova) |

|                                     |           |                     |
| Castellazzi 22’ Bernardini 66’, 76’ | Marcatori | 44’ Zanni 50’ Gabba |

| Arbitro: | Turbiani (Ferrara) |

|                 |           |            |
| Canestrelli 36’ | Marcatori | 23’ Mattea |

| 4 dicembre 1927 9ª giornata |  | – Turno di riposo del Casale |  |  |

| Arbitro: | Ferro (Milano) |

|                                     |           |              |
| Zanni 49’ Boltri 54’, 60’ Gabba 66’ | Marcatori | 82’ L. Poggi |

| Casale Monferrato 11 dicembre 1927 11ª giornata | Casale         | 0 – 0 | Bologna | Stadio Natale Palli\| Arbitro: \| Lenti (Genova) \| |
| Arbitro:                                        | Lenti (Genova) |       |         |                                                     |

#### Girone di ritorno
| Arbitro: | Mangano (Milano) |

|                          |           |  |
| Gabba 6’ Migliavacca 37’ | Marcatori |  |

| Arbitro: | Sguerso (Savona) |

|                  |           |                                                     |
| Varalda 10’, 37’ | Marcatori | 13’ Alice 30’ Piccaluga 31’, 35’ Rier 50’ De Pietri |

| Novara 8 gennaio 1928 14ª giornata | Novara         | 0 – 0 | Casale | Campo di via Lombroso\| Arbitro: \| Lenti (Genova) \| |
| Arbitro:                           | Lenti (Genova) |       |        |                                                       |

| Arbitro: | Dani (Genova) |

|                                                              |           |           |
| Gabba 9’, 52’, 72’, 73’, 78’ Mattea 13’ Migliavacca 32’, 80’ | Marcatori | 88’ Porta |

| Arbitro: | Beretta (Novi Ligure) |

|              |           |                                 |
| Magnozzi 65’ | Marcatori | 43’ Mattea 80’ (rig.) Caligaris |

| Arbitro: | Turbiani (Ferrara) |

|                            |           |  |
| Reguzzoni 5’ A. Gregar 81’ | Marcatori |  |

| Arbitro: | Malagodi (Ferrara) |

|                   |           |                        |
| G. Gay 75’, 90+2’ | Marcatori | 25’ Meazza 37’ Rivolta |

| Arbitro: | Lenti (Genova) |

|                                         |           |                     |
| Buscaglia 28’ Migliavacca 30’ Zanni 38’ | Marcatori | 54’ Cappa 71’ Chini |

| 19 febbraio 1928 20ª giornata |  | – Turno di riposo del Casale |  |  |

| Cornigliano 26 febbraio 1928 21ª giornata | La Dominante     | 0 – 0 | Casale | Stadio del Littorio\| Arbitro: \| Casetta (Milano) \| |
| Arbitro:                                  | Casetta (Milano) |       |        |                                                       |

| Arbitro: | Garbieri (Genova) |

|                                              |           |           |
| A. Busini 2’, 56’ Genovesi 26’ F. Busini 61’ | Marcatori | 16’ Gabba |

### Girone Finale

#### Girone di andata
| Arbitro: | Osti (Ferrara) |

|  |           |                                              |
|  | Marcatori | 3’ G. Chiecchi 44’ Levratto 80’, 90+1’ Catto |

| Arbitro: | Giorgi (Milano) |

|                      |           |            |
| G. Rossetti 25’, 47’ | Marcatori | 45’ Boltri |

| Arbitro: | Garbieri (Genova) |

|                            |           |                           |
| Mattea 43’ Migliavacca 52’ | Marcatori | 42’ Ostromann 84’ Pastore |

| Arbitro: | Caironi (Milano) |

|                                                                  |           |               |
| G. Ferrari 5’, 28’ Banchero 22’ Patrucco 49’ (aut.) Cattaneo 74’ | Marcatori | 64’ Caligaris |

| Arbitro: | Mangano (Milano) |

|                   |           |  |
| Barale 63’ (aut.) | Marcatori |  |

| Arbitro: | Carraro (Padova) |

|                 |           |                                        |
| Migliavacca 47’ | Marcatori | 24’ Rivolta 31’ Bernardini 50’ Zanotto |

| Arbitro: | Lenti (Genova) |

|                                                                   |           |  |
| A. Busini 32’, 73’ Perin 35’ Schiavio 38’, 45’, 65’ F. Busini 42’ | Marcatori |  |

#### Girone di ritorno
| Arbitro: | Turbiani (Ferrara) |

|               |           |             |
| E. Bodini 69’ | Marcatori | 31’ Vezzani |

| Arbitro: | Ferro (Milano) |

|  |           |                                          |
|  | Marcatori | 6’, 50’ G. Rossetti 56’ (aut.) Caligaris |

| Arbitro: | Turbiani (Ferrara) |

|                        |           |  |
| Sgarbi 17’ Pastore 89’ | Marcatori |  |

| Arbitro: | Lenti (Genova) |

|                                                                  |           |  |
| Zanni 20’ Varalda 41’ Patrucco 60’ Migliavacca 62’ Buscaglia 65’ | Marcatori |  |

| Arbitro: | R. Barlassina (Novara) |

|                                |           |  |
| A. Vojak 28’, 32’ Galluzzi 89’ | Marcatori |  |

| Arbitro: | Bruna (Venezia) |

|                                      |           |  |
| Rivolta 23’ Bernardini 59’ Conti 89’ | Marcatori |  |

| Arbitro: | Malagodi (Ferrara) |

|                                  |           |                                      |
| Caligaris 48’, 88’ Patrucchi 62’ | Marcatori | 6’, 36’ Pozzi 14’ Muzzioli 26’ Pitto |

## Statistiche

### Statistiche di squadra
| Competizione                        | Punti | In casa | In casa | In casa | In casa | In casa | In casa | In trasferta | In trasferta | In trasferta | In trasferta | In trasferta | In trasferta | Totale | Totale | Totale | Totale | Totale | Totale | DR  |
| Competizione                        | Punti | G       | V       | N       | P       | Gf      | Gs      | G            | V            | N            | P            | Gf           | Gs           | G      | V      | N      | P      | Gf     | Gs     | DR  |
| ----------------------------------- | ----- | ------- | ------- | ------- | ------- | ------- | ------- | ------------ | ------------ | ------------ | ------------ | ------------ | ------------ | ------ | ------ | ------ | ------ | ------ | ------ | --- |
| Divisione Nazionale - girone B      | 24    | 10      | 6       | 3       | 1       | ..      | ..      | 10           | 2            | 5            | 3            | ..           | ..           | 20     | 8      | 8      | 4      | 35     | 27     | +12 |
| Divisione Nazionale - girone finale | 4     | 7       | 0       | 1       | 6       | ..      | ..      | 7            | 1            | 1            | 5            | ..           | ..           | 14     | 1      | 2      | 11     | 14     | 41     | -27 |
| Totale                              | 28    | 17      | 6       | 4       | 7       | ..      | ..      | 17           | 3            | 6            | 8            | ..           | ..           | 34     | 9      | 10     | 15     | 49     | 68     | -19 |